# Lien chi
Lien Ch'i, é um termo Chinês que nomeia uma sequência de exercícios chineses, Lien significa "Treinar" e Chi "Energia".
É considerado por alguns Mestres como uma das origens das várias modalidades do Tai Chi Chuan existentes no presente.
Indicada como uma acupuntura sem agulhas, traz o equilíbrio entre Yin e Yang, inclui 8 exercícios leves e 16 mais fortes ou expansivos.
Os exercícios podem ser complementados com meditação para um melhor aproveitamento.
No Brasil, o Dr. Jou Eel Jia é responsável por iniciar o programa de divulgação desta prática aos alunos da rede pública de ensino,através da formação de mais de 4.200 professores de Educação Física do Estado de São Paulo.